# Сенегалска пустинарка
Сенегалска пустинарка (Pterocles senegallus) е вид птица от семейство Pteroclididae.

## Разпространение и местообитание
Разпространен е в Алжир, Афганистан, Джибути, Египет, Еритрея, Етиопия, Западна Сахара, Йемен, Израел, Индия, Йордания, Ирак, Иран, Кувейт, Либия, Мавритания, Мали, Мароко, Нигер, Оман, Пакистан, Палестина, Саудитска Арабия, Сирия, Сомалия, Судан, Тунис и Чад.